# Marie Wybrandi
Maria Ybellina Wybrandi (Zaandam, 29 januari 1860 - Amsterdam, 20 oktober 1949) was een Nederlands pianiste.

## Levensloop
Marie Wybrandi werd geboren binnen het gezin van de naar Zaandam getrokken Leeuwarder houthandelaar Jan Wybrandi (1822-1883) en Maria Margaretha van Gelder (1821-1905). Zijn moeder was een tante van de violist Martinus van Gelder en de sopraan Marie van Gelder. Ze kreeg haar piano-opleiding bij Leonard van Loenen, muziektheorie bij Daniël de Lange. Voorts studeerde ze zang  bij Christine Veltman. 
Als jong talent trad zij op zeventienjarige leeftijd op in de Parkzaal te Amsterdam. Daarna volgde optredens in Utrecht, Nijmegen en andere steden. Zij begeleidde niet alleen, maar gaf ook zelf jaarlijkse concerten in Amsterdam. Ze kon de zangers Johannes Messchaert en Johan Rogmans, de zangeressen  Jo Kempees en Dyna Beumer, de componiste Catharina van Rennes en de violisten Christiaan Timmner en Eugène Ysaÿe tot haar muzikale vrienden rekenen. Ook begeleidde ze af en toe buitenlandse artiesten, onder wie Ernst von Possart. Zij schreef de muziek bij Enoch Arden van Alfred Tennyson.
Zij woonde enige tijd in Amsterdam-Zuid. Op 1 maart 1927 vierde zij haar vijftigjarige loopbaan als pianiste; in maart 1937 gevolgd door haar zestigjarige carrière als zangpedagoge.
Enkele concerten:
- maart 1888: soirée met Rogmans en Timmner in Odeon
- 19 maart 1902: Kleine Zaal van het Concertgebouw; ze begeleidde Christine Veltman